# Ульріх Древс
Ульріх Древс (нім. Ulrich Drews; 24 травня 1916, Тільзіт — ?) — німецький офіцер-підводник, капітан-лейтенант крігсмаріне.

## Біографія
3 квітня 1936 року вступив на флот. У вересні 1939 року відряджений в авіацію. В квітні-вересні 1943 року пройшов курс підводника, в жовтні-грудні — курс командира підводного човна. З 20 січня по серпень 1944 року — командир підводного човна U-321, з 17 січня по 3 травня 1945 року — U-2534.

## Звання
- Кандидат в офіцери (3 квітня 1936)
- Морський кадет (10 вересня 1936)
- Фенріх-цур-зее (1 травня 1937)
- Оберфенріх-цур-зее (1 липня 1938)
- Лейтенант-цур-зее (1 жовтня 1938)
- Оберлейтенант-цур-зее (1 жовтня 1940)
- Капітан-лейтенант (1 квітня 1943)

## Нагороди
- Залізний хрест
  - 2-го класу (1940)
  - 1-го класу (1941)